# 横浜市こども植物園
横浜市こども植物園（よこはましこどもしょくぶつえん、英: Yokohama Municipal Children's Botanical Garden）は、神奈川県横浜市南区六ツ川3-122にある植物園。原則として毎月第3月曜(祝日の場合は翌日)と年末年始は休園。入園無料。

## 歴史
コムギの研究で知られる遺伝学者の木原均は、静岡県三島市の国立遺伝学研究所所長への就任を機に、京都府の物集女にあった研究所の横浜への移転を1955年に決定。1957年5月、当地に敷地面積1万坪（33000m2）の研究所を開設した。1970年、横浜市は敷地の一部を購入し児童の理科学習や教職員の研修所として利用した。1974年に管轄が教育委員会から緑政局に移り、1976年に都市緑化植物園としての都市計画決定を受けた。国際児童年を記念して、1979年（昭和54年）6月23日に開園した。

## 園内
園内には横浜市の市町村花であるバラを150種栽培するバラ園をはじめ、野草園、くだもの園、竹園、薬草園などが整備されている。ニュートンのリンゴやメンデルのブドウの他、横浜緋桜や、西区西戸部町で発見された新種のヨコハマダケなど、横浜ゆかりの植物が植えられていることも特徴である。
木原の研究所はのちに横浜市立大学に移管され、横浜市立大学木原生物学研究所として横浜市戸塚区舞岡町の地で研究活動を行っている。横浜市こども植物園には生前の木原が親しみ栽培したヤマボウシやメタセコイア、ユーカリなどが育てられ、丘の上の「木原均博士研究の地」記念碑には彼の研究を子どもたちに伝えるプレートが添えられている。

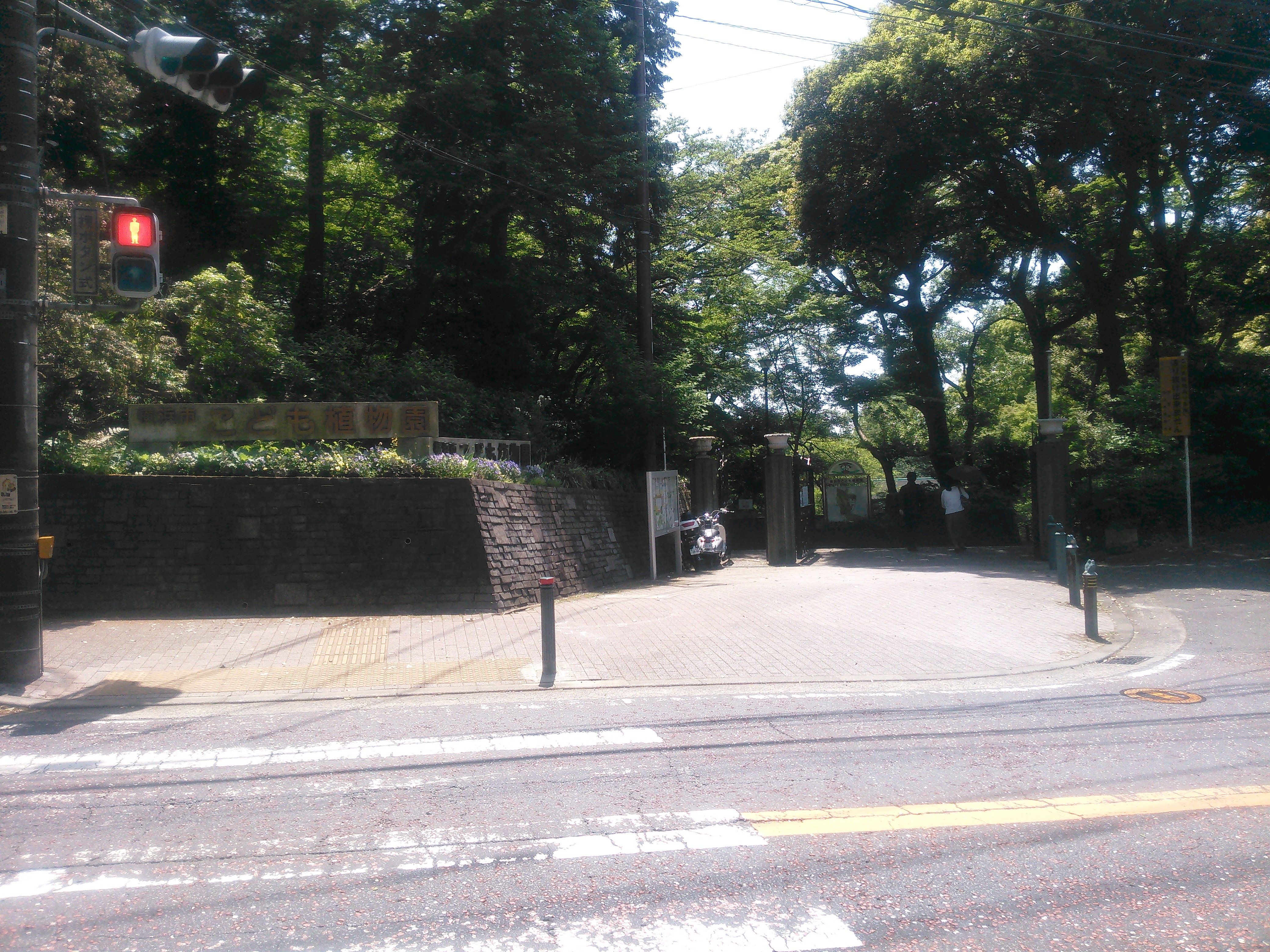
エントランス
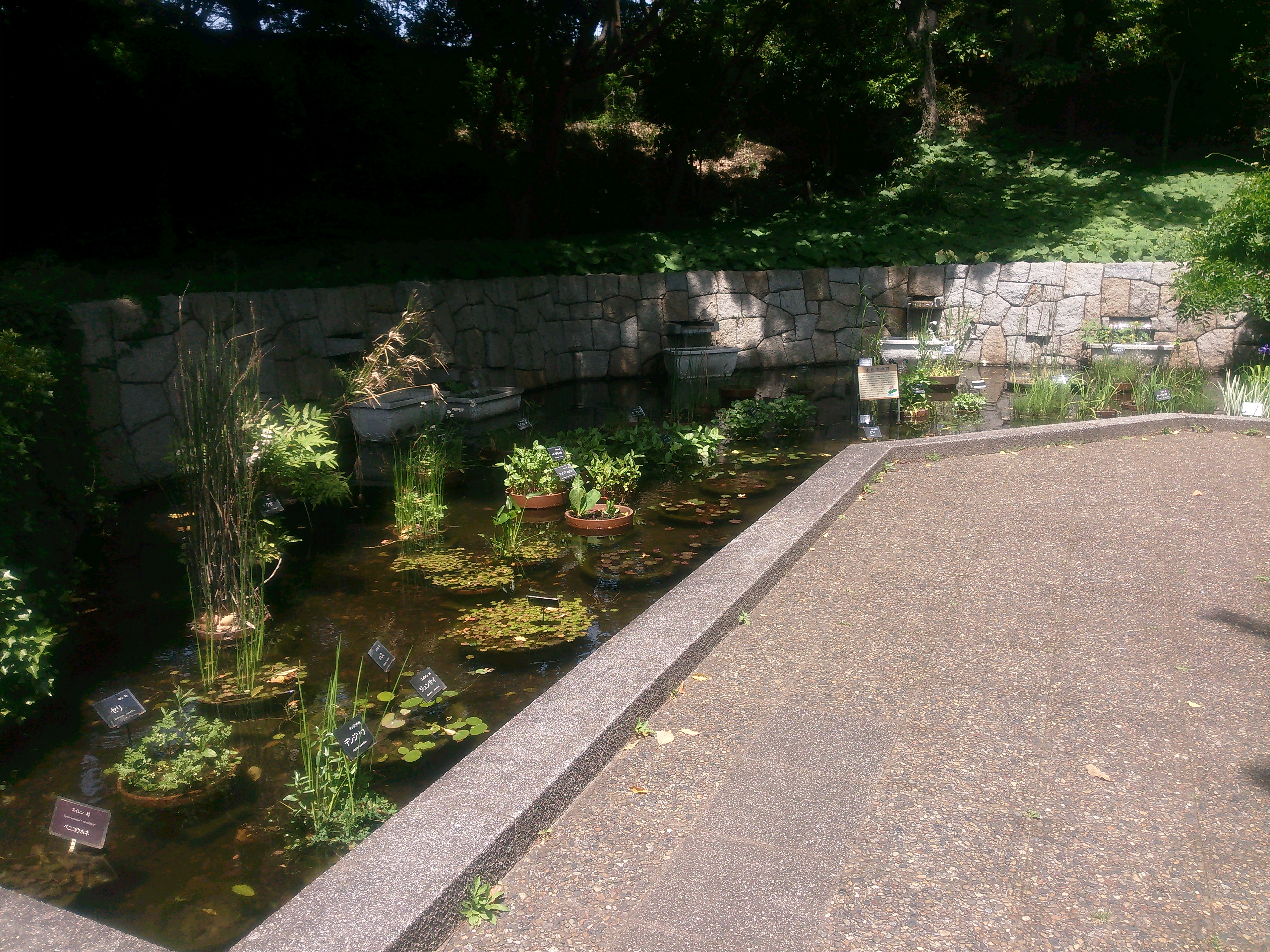
水生植物池
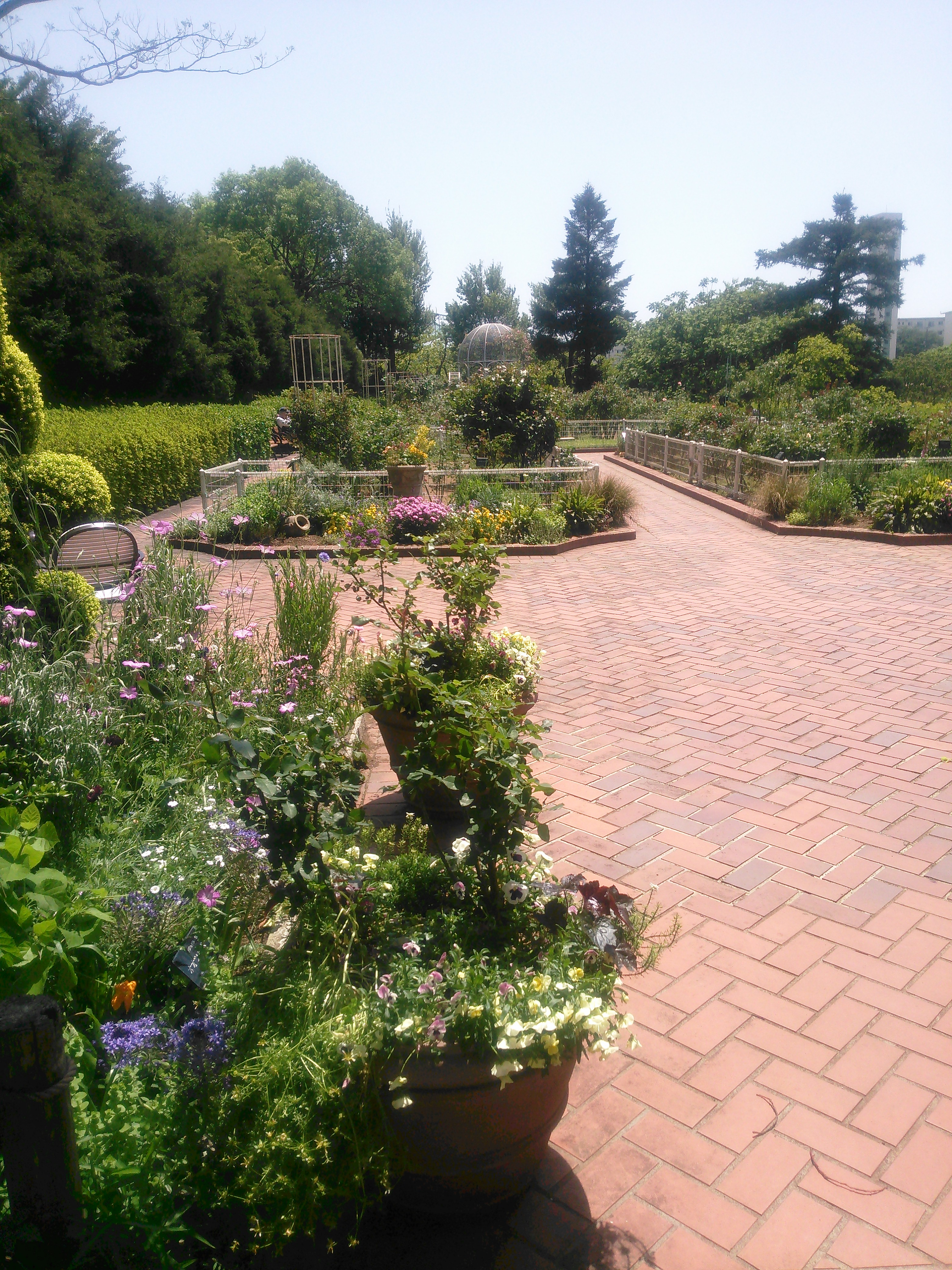
バラ園
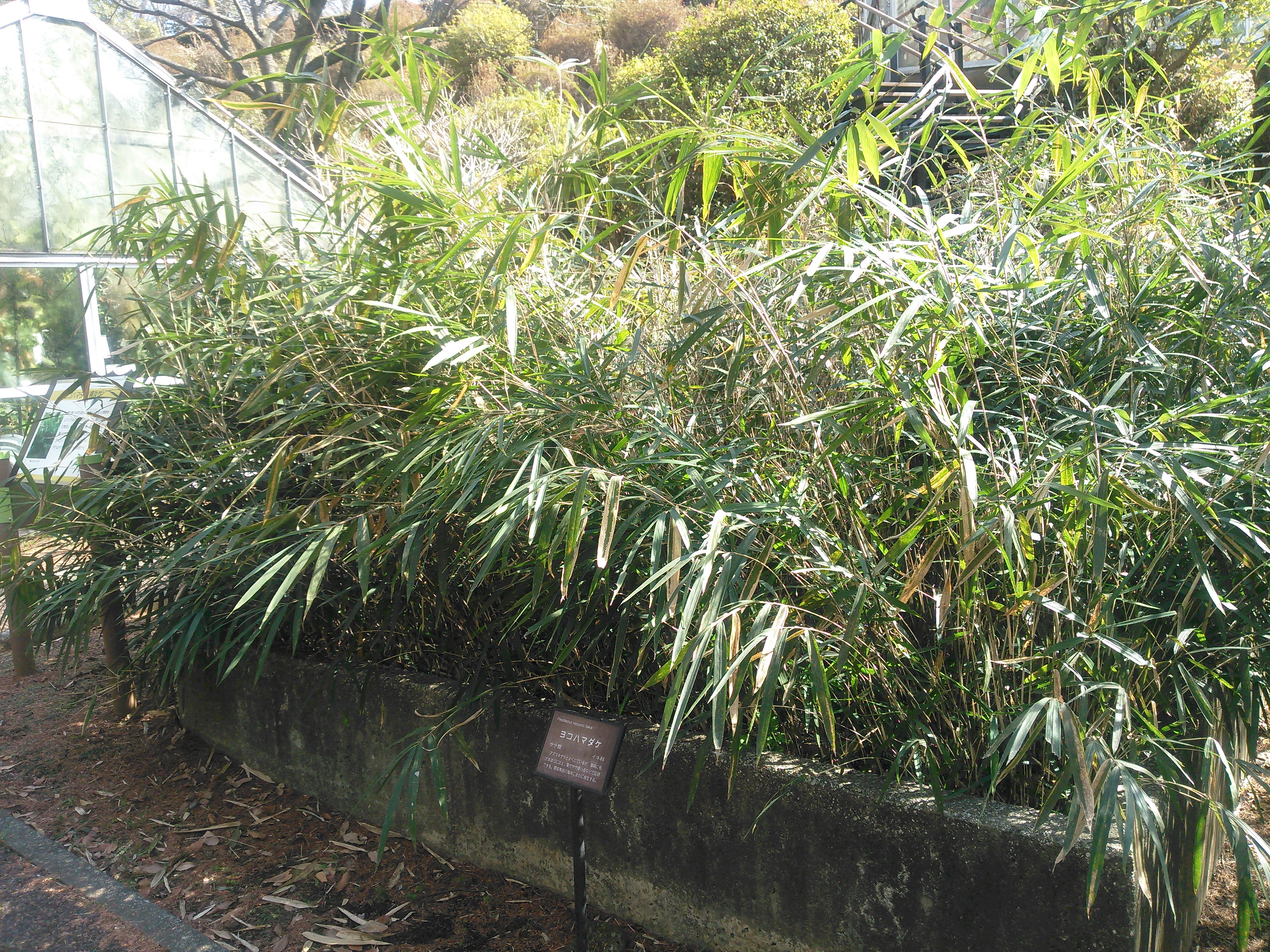
西区西戸部町で発見され、園内で栽培されているヨコハマダケ